# Tourinnes-Saint-Lambert
Tourinnes-Saint-Lambert is een plaats in de Belgische provincie Waals-Brabant en een deelgemeente van gemeente Walhain. De plaats bestaat uit de vergroeide kernen Tourinnes-les-Ourdons en Saint-Lambert. Tussen beide delen stroomt de Hain, die verder stroomafwaarts de Nil wordt genoemd. In het noorden ligt nog het gehucht Libersart en in het zuiden het gehucht Lérinnes, dat aansluit op de bebouwing van Sart-lez-Walhain.

## Geschiedenis
Op de Ferrariskaart uit de jaren 1770 is in het noorden het dorp St. Lambert met het gehucht Libersart aangeduid, in het zuiden het dorp Tourrinnes met het gehucht Lerinnes. Zĳ vormden samen een vrĳgoed.
Op het eind van het ancien régime werden Saint-Lambert en Tourinnes-les-Ourdons beide een zelfstandige gemeente. In 1822 werden beide gemeenten opgeheven en verenigd in de gemeente Tourinnes-Saint-Lambert.
In 1977 werd Tourinnes-Saint-Lambert een deelgemeente van Walhain.

## Dorpen
Tourinnes-Saint-Lambert omvat de volgende dorpen:
- Tourinnes-les-Ourdons
- Saint-Lambert met nog het gehucht Libersart

## Bezienswaardigheden
- De Église Saint-Lambert in Saint-Lambert
- De Tumuli van Libersart

## Demografische ontwikkeling
- Bronnen:NIS, Opm:1831 tot en met 1970=volkstellingen, 1976= inwonersaantal op 31 december

## Galerij

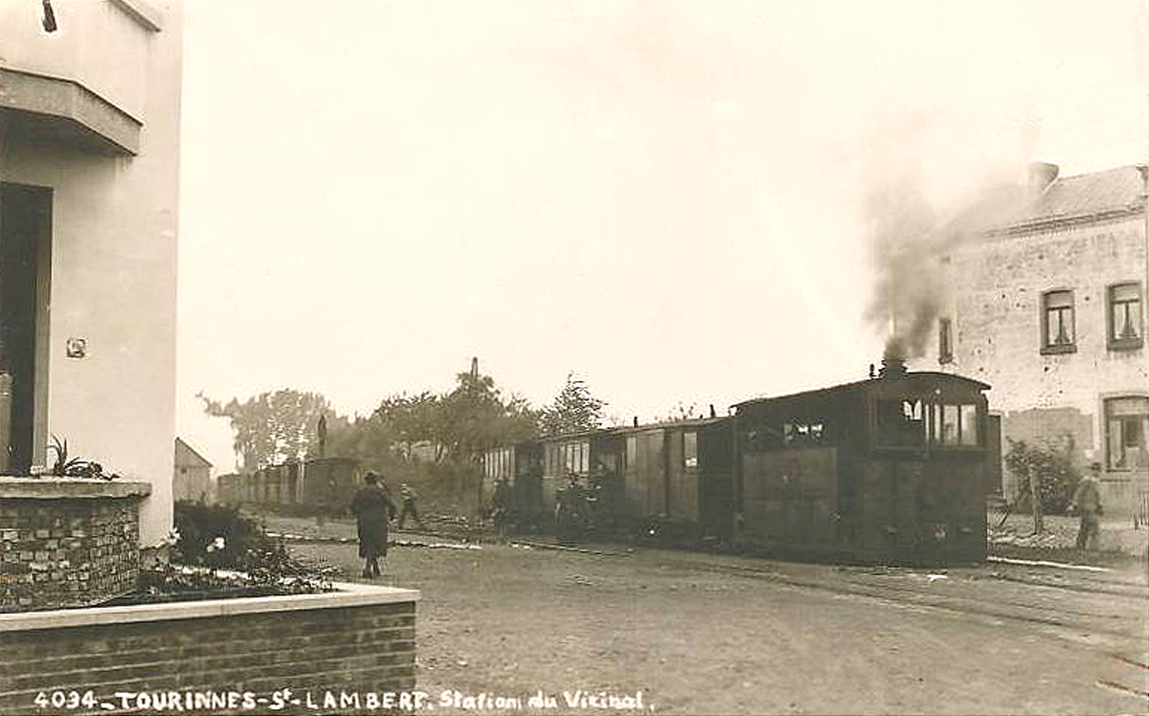
Stoomtram in 1930
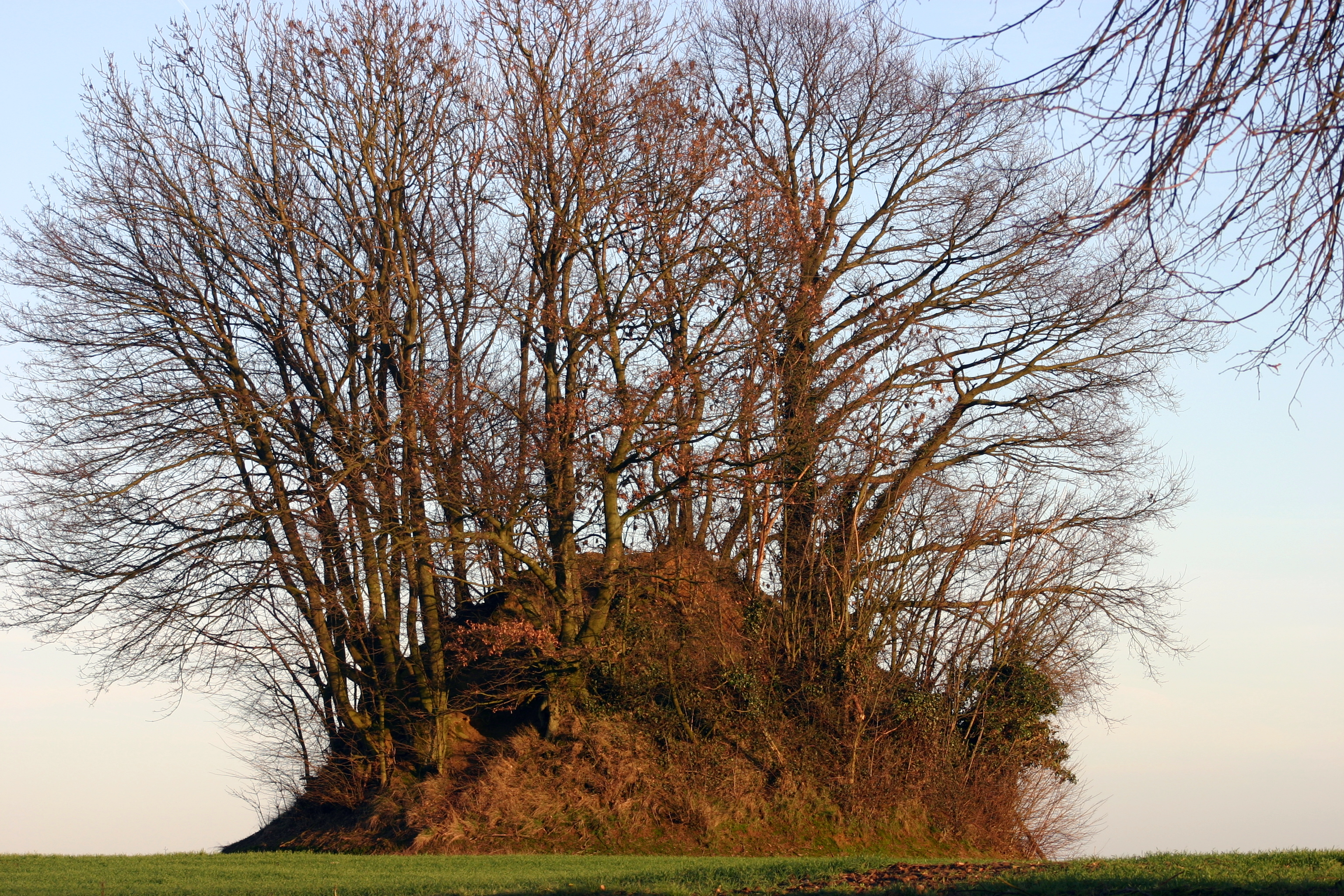
Tumuli in de herfst

Deelgemeenten: Nil-Saint-Vincent-Saint-Martin · Tourinnes-Saint-Lambert · Walhain-Saint-Paul

Overige dorpen en gehuchten: Lérinnes · Libersart · Nil-Abbesse · Nil-Pierreux · Nil-Saint-Martin · Nil-Saint-Vincent · Perbais · Saint-Lambert · Saint-Paul · Sart-lez-Walhain · Tourinnes-les-Ourdons

Belgische gemeenten · Arrondissement Nijvel · Waals-Brabant · Wallonië